# 番匠谷尭二
番匠谷 尭二（ばんしょうや ぎょうじ、1930年 - 1999年）は、日本の都市計画家、建築家。
シリアの二大都市であるダマスカス、アレッポの現行都市計画の礎をつくった人物。

## 略歴
1930年、立教大学教授番匠谷英一の次男として誕生。
1953年東京工業大学工学部建築学科卒業。清家清に師事。
渡仏し、エコール・デ・ボザール、フランスのCIAM系アトリエ「ATBAT」に学ぶ。
その後北アフリカに渡り、アルジェの共生住宅集合住宅プロジェクト計画に参画。続いて1967年、国連開発計画UNDPの専門家として、シリアに赴任。1960年代にベイルート、ダマスカスの都市計画をミッシェル・エコシャールらとともに策定。
1975年にアレッポの都市マスタープランをポーランド人ヘンリク・ロレルらと策定。一方でアレッポ大学建築学部で教鞭をとっていた。
1999年、死去。

## 参考
- きみは「番匠谷尭二」を知っているか？
- 番匠谷尭二「正方形の家」新建築, 1953年5月号
- 番匠谷尭二「海外ネットワーク 中近東」新建築, 1971年10月号
- 番匠谷尭二「シリアにおける都市の形成」建築雑誌, 1977 年6月号
- 松原康介「番匠谷尭二の中東・北アフリカ地域における業績について」都市計画論文集、2008年11月、43-3号 日本都市計画学会
- 松原康介「歴史都市アレッポにおけるオスマニザシオンの系譜」都市計画論文集、2009年11月、44-3号 日本都市計画学会